# USS Dayton (CL-105)
USS Dayton (CL-105) là một tàu tuần dương hạng nhẹ thuộc lớp Cleveland của Hải quân Hoa Kỳ được hoàn tất vào giai đoạn cuối Chiến tranh Thế giới thứ hai. Nó là chiếc tàu chiến đầu tiên và duy nhất của Hải quân Mỹ được đặt theo thành phố Dayton thuộc tiểu bang Ohio. Dayton đã phục vụ thuần túy tại Mặt trận Thái Bình Dương vào giai đoạn cuối cùng cho đến khi chiến tranh kết thúc. Giống như hầu hết các tàu chị em cùng lớp, nó ngừng hoạt động không lâu sau đó, được đưa về lực lượng dự bị và không bao giờ phục vụ trở lại. Con tàu bị tháo dỡ vào năm 1962. Dayton được tặng tưởng một Ngôi sao chiến trận cho thành tích hoạt động trong Thế Chiến II.

## Thiết kế và chế tạo

### Thiết kế
Lớp Cleveland được thiết kế nhằm mục đích gia tăng tầm xa hoạt động, tăng cường hỏa lực phòng không và sự bảo vệ chống ngư lôi so với các tàu tuần dương Hoa Kỳ trước đây. Cho dù kém hơn ba nòng pháo 6-inch so với những chiếc lớp Brooklyn dẫn trước, hệ thống kiểm soát hỏa lực mới và tiên tiến hơn giúp cho lớp Cleveland có được ưu thế về hỏa lực trong chiến đấu thực tế. Tuy nhiên việc tăng cường thêm dàn hỏa lực phòng không hạng nhẹ cho đến cuối Thế Chiến II khiến các con tàu bị nặng đầu đáng kể.

### Chế tạo
Dayton được đặt lườn vào ngày 8 tháng 3 năm 1943 tại xưởng tàu của hãng New York Shipbuilding Corporation ở Camden, New Jersey. Chi phí chế tạo nó được công dân thành phố Dayton, Ohio đài thọ một phần thông qua việc mua trái phiếu chiến tranh. Nó được hạ thủy vào ngày 19 tháng 3 năm 1944, được đỡ đầu bởi Bà H. Rueger, và được cho nhập biên chế vào ngày 7 tháng 1 năm 1945 dưới quyền chỉ huy của hạm trưởng, Đại tá Hải quân Paul William Steinhagen.

## Lịch sử hoạt động
Dayton đi đến Trân Châu Cảng vào ngày 15 tháng 5 để tiến hành huấn luyện, rồi đi đến vịnh San Pedro thuộc đảo Leyte, Philippines vào ngày 16 tháng 6 để tham gia Đệ Tam hạm đội. Vào ngày 1 tháng 7, nó lên đường cùng với hạm đội cho các đợt tấn công cuối cùng dọc theo bờ biển chính quốc Nhật Bản; hộ tống cho các tàu sân bay của lực lượng đặc nhiệm tàu sân bay nhanh cũng như tiến hành bắn phá bờ biển. Sau khi Nhật Bản đầu hàng, chiếc tàu tuần dương tiến vào vịnh Tokyo vào ngày 10 tháng 9, và ngoại trừ một giai đoạn bảo trì ngắn tại Eniwetok, nó tiếp tục nhiệm vụ chiếm đóng cho đến ngày 7 tháng 11, khi nó khởi hành quay trở về Hoa Kỳ, về đến San Pedro, California vào ngày 19 tháng 11.
Dayton lên đường từ San Pedro vào ngày 24 tháng 1 năm 1946, đi đến Trân Châu Cảng sáu ngày sau đó trên đường hướng sang Nhật Bản. Tuy nhiên, mệnh lệnh dành cho nó thay đổi vào ngày 7 tháng 2, khi nó lên đường gia nhập Hạm đội Đại Tây Dương, tiến hành các hoạt động huấn luyện tại vịnh Guantánamo, Cuba trên đường đi đến cảng nhà mới của nó là Norfolk, Virginia. Vào ngày 3 tháng 2 năm 1947, Dayton khởi hành từ Norfolk cho một lượt hoạt động tại Địa Trung Hải, tiến hành thực tập ngoài khơi Malta và một chuyến viếng thăm ngoại giao đến Istanbul, Thổ Nhĩ Kỳ trước khi quay trở về Boston vào tháng 6 năm đó.
Chiếc tàu tuần dương lại lên đường đi sang Địa Trung Hải vào cuối tháng 7, nơi nó phục vụ như là soái hạm của Tư lệnh Lực lượng Hải quân Địa Trung Hải. Trong lượt hoạt động này, nó được gửi đến Bari, Ý để vận chuyển rocket cần thiết cho lực lượng Anh-Mỹ đang bảo vệ Trieste đang khi diễn ra các cuộc bạo loạn tại Nam Tư. Số hàng hóa được chất dỡ tại Trieste sau một chuyến đi tốc độ cao đến thành phố này vào tháng 10 năm 1947. Chuyến viếng thăm này lại trùng hợp với một thông báo của các cường quốc phương Tây sẽ trao trả Trieste cho chính phủ mới của Ý. Công dân của thành phố dùng cơ hội này để bày tỏ sự đồng tình với quyết định trên, và đám đông đã tập trung tại bến tàu nơi Dayton neo đậu, gây ra mối lo ngại về sự an ninh của con tàu. Sau đó chiếc tàu tuần dương đi đến Venice, và sau một chuyến viếng thăm ngắn thành phố này, nó quay trở lại Trieste rồi không lâu sau đó khởi hành quay trở về Hoa Kỳ vào ngày 30 tháng 11 năm 1947.
Sau các hoạt động tại chỗ từ Newport News, Virginia và một chuyến đi khác đến Địa Trung Hải từ ngày 9 tháng 2 đến ngày 26 tháng 6 năm 1948, Dayton được cho ngừng hoạt động và đưa về lực lượng dự bị tại Boston vào ngày 1 tháng 3 năm 1949. Tên của nó được cho rút khỏi danh sách Đăng bạ Hải quân vào ngày 1 tháng 9 năm 1961, và con tàu bị bán cho hãng Boston Metals tại Baltimore, Maryland để tháo dỡ vào ngày 6 tháng 4 năm 1962.

## Phần thưởng
Dayton được tặng tưởng một Ngôi sao chiến trận cho thành tích hoạt động trong Thế Chiến II.
|  |             |  |
|  | Bronze star |  |
|  |             |  |

| Dãi băng Hoạt động Tác chiến            |                                                                         |                                      |
| Huân chương Chiến dịch Hoa Kỳ           | Huân chương Chiến dịch Châu Á-Thái Bình Dương với 1 Ngôi sao Chiến trận | Huân chương Chiến thắng Thế Chiến II |
| Huân chương Phục vụ Chiếm đóng Hải quân | Đơn vị Tuyên dương Tổng thống Philippine                                | Huân chương Giải phóng Philippine    |

## Những hình ảnh

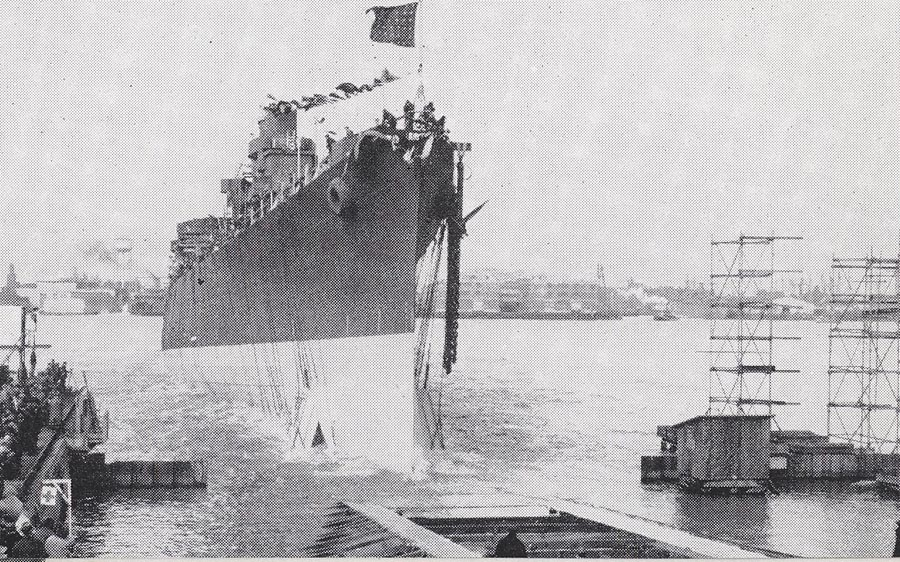
USS Dayton khi được hạ thủy
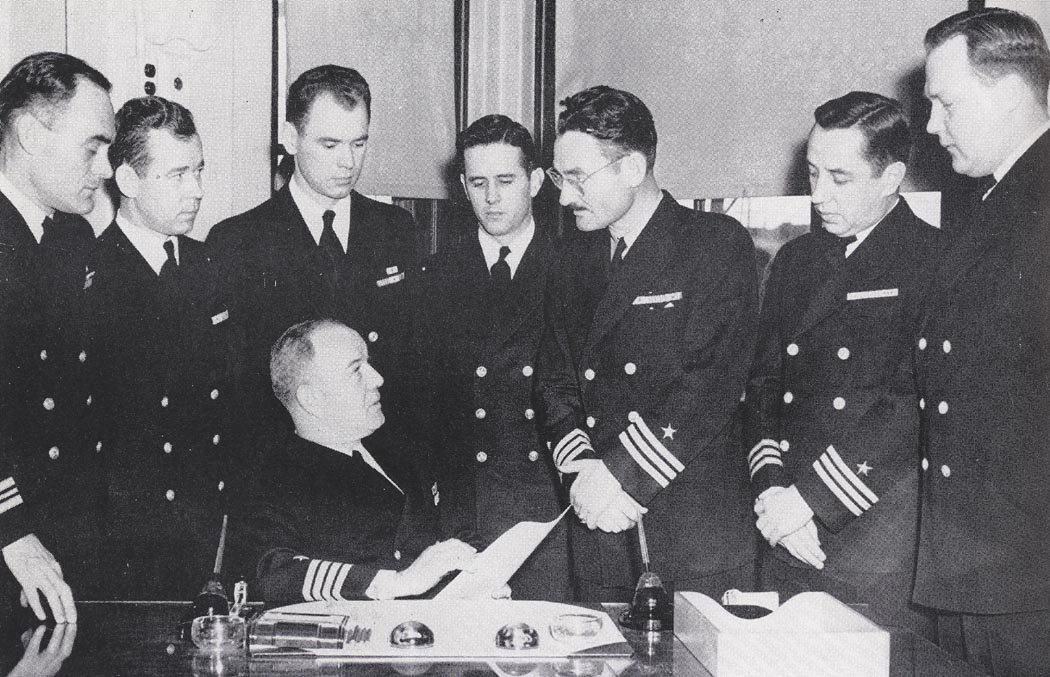
Đại tá P. W. Steinhagen và các sĩ quan cao cấp
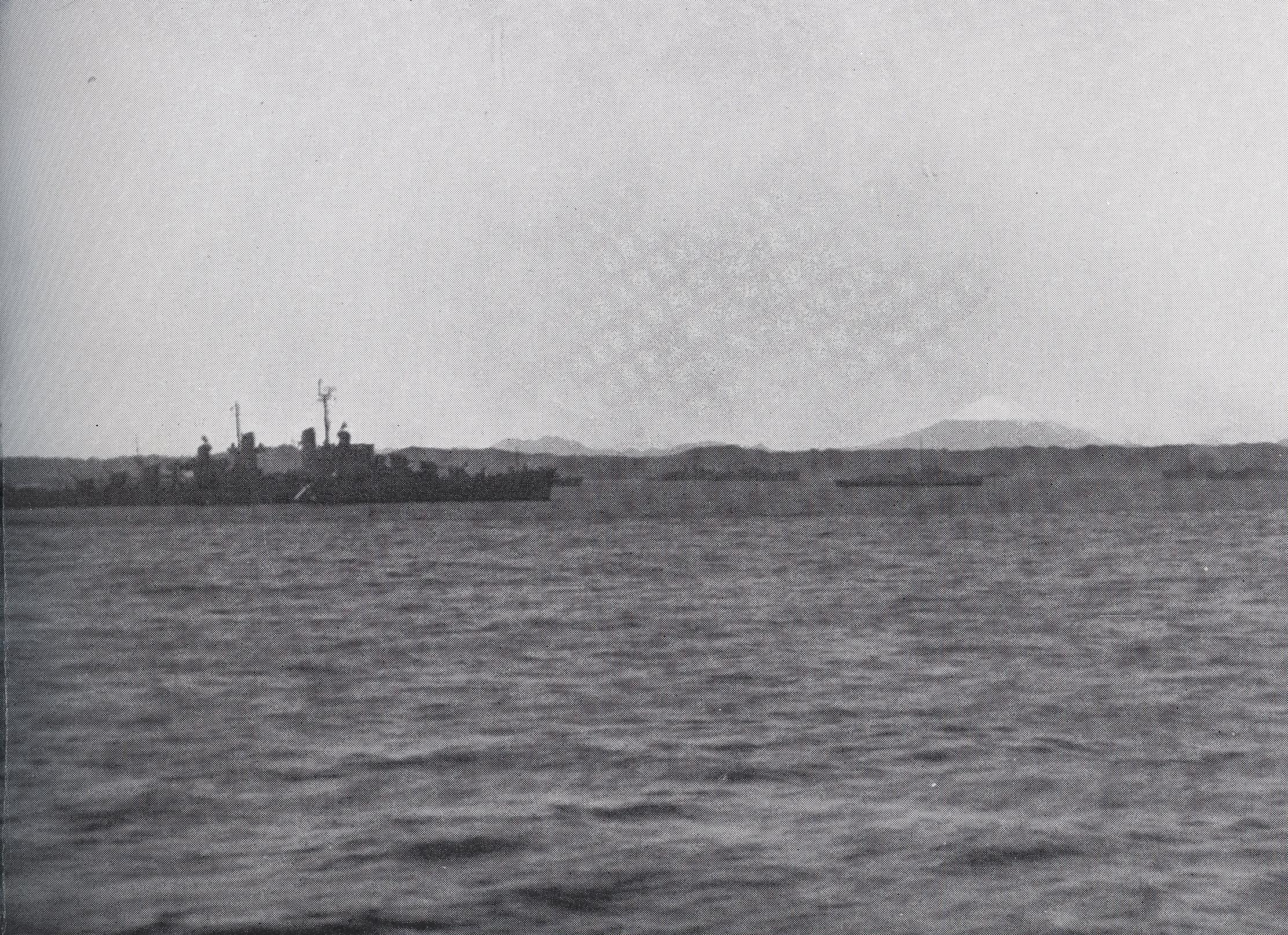
USS Dayton lúc chiếm đóng Nhật Bản
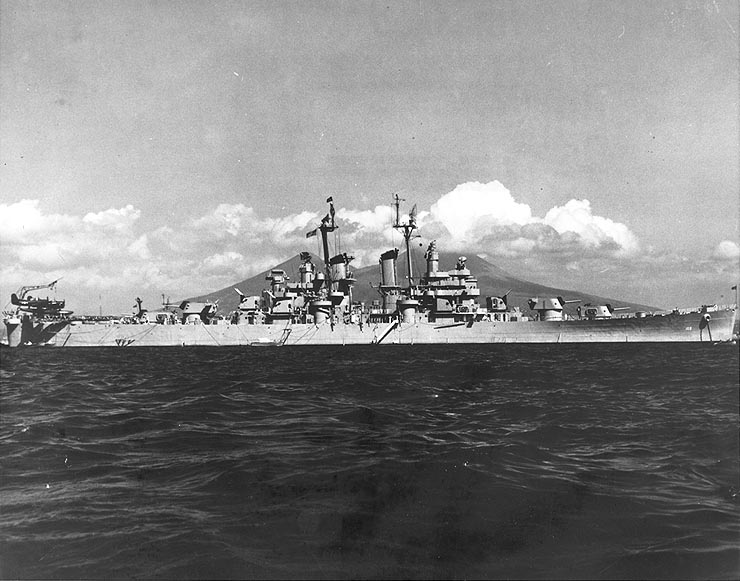
USS Dayton tại Naples, Ý, mùa Thu năm 1947